# Sidi Lazreg
Sidi Lazreg è un comune dell'Algeria, situato nella provincia di Relizane.